# Le placard
Le Placard (no Brasil, O Closet) é um filme francês do gênero comédia, dirigido por Francis Veber, e estrelado por Daniel Auteuil, Gérard Depardieu e Michael Aumont. O filme foi lançado em 17 de janeiro de 2001.

## Sinopse
Mesmo estando divorciado há dois anos, o contador Pignon, permanece apaixonado pela ex-esposa, que quer vê-lo longe, assim como seu filho que também não quer ver o pai por uma simples razão: Pignon é uma pessoa muito chata. Deprimido e infeliz com a vida, Pignon está prestes a ser demitido do trabalho, quando conhece seu novo vizinho Belone. Este lhe dá a inusitada ideia de fingir ser homossexual, pois a empresa jamais iria demitir um gay, temendo uma possivel polêmica com a imprensa. Pignon aceita a ideia e Belone envia fotos falsas de Pignon com outros homens para a fábrica de borrachas e camisinhas, onde este trabalha. O plano maluco dá certo e após uma reunião, o chefe e os acionistas decidem não só readmitir Pignon, como também promovê-lo a um cargo maior e melhor.
No entanto, quando a notícia se espalha, Pignon se torna ícone sexual e se vê as voltas com mulheres curiosas que querem convertê-lo em heterossexual novamente e com várias pessoas fingido serem legais com ele, tentando esconder ao máximo o seu preconceito.
Enquanto isso, Félix Santini, um outro funcionário da fábrica, metido a machão e que não gosta de homossexuais, não para de ironizar e tirar brincadeiras com Pignon. Os colegas o alertam de que aquele tipo de atitude não é bem visto pela empresa e, com medo de perder o emprego, ele começa uma luta desesperada para demonstrar seu afeto e amizade para com Pignon.

## Elenco
- Daniel Auteuil - François Pignon
- Gérard Depardieu - Félix Santini
- Michel Aumont - Jean-Pierre Belone
- Michèle Laroque - Mademoiselle Bertrand
- Thierry Lhermitte - Guillaume
- Jean Rochefort - Kopel
- Laurent Gamelon - Alba
- Alexandra Vandernoot - Christine
- Michèle Garcia - Madame Santini
- Edgar Givry - Mathieu
- Thierry Ashanti - Victor
- Armelle Deutsch - Ariane

## Recepção da crítica
Le placar tem aclamação por parte da crítica especializada. Possui tomatometer de 86% em base de 79 críticas no Rotten Tomatoes. Tem 78% de aprovação por parte da audiência, usada para calcular a recepção do público a partir de votos dos usuários do site.